# 特里芬施泰因
特里芬施泰因（德語：Triefenstein，發音：[ˈtʁiːfn̩ˌʃtaɪn] ⓘ）是德国巴伐利亚州下弗兰肯行政区美因-施佩萨特县的市镇，面积25.47平方千米，2023年12月31日人口为4,459人。